# Henryk Wilhelm Rossmann
Henryk Wilhelm Rossmann (ur. 18 lipca 1787 w Köstritz, zm. 22 czerwca 1850 w Bielawie) – inżynier, działacz społeczny, pułkownik, profesor Wojskowej Szkoły Aplikacyjnej.

## Biogram
Z pochodzenia Saksończyk. Syn Jana Krzysztofa Rossmanna i Heleny Marii z Kehrerów, brat Fryderyka Teodora. Oficer saperów w wojsku napoleońskim (członek Korpusu Inżynierów), Armii Księstwa Warszawskiego i Królestwa Polskiego (osiągnął rangę pułkownika). Od 1820 r. profesor budownictwa cywilnego w Szkole Aplikacyjnej Artylerii i Inżynierów, konsultant Ignacego Prądzynskiego 1824–1825, szef robót Kanału Augustowskiego 1826–1831, w 1831 podczas powstania listopadowego szef inżynierii i zastępca komendanta Twierdzy Zamość. W 1833 otrzymał dymisję ze służby wojskowej. Zajął się gospodarowaniem w dzierżawionym, a następnie zakupionym majątku Bielawa. Wójt gminy Jeziorna. Sędzia pokoju w Warszawie. Autor rozprawy na temat gospodarstwa wiejskiego. Kawaler Orderu św. Włodzimierza IV klasy (21 października 1823) i Legii Honorowej (19 września 1813) oraz 24 maja 1830 otrzymał Znak Honorowy za 15 lat wzorowej służby oficerskiej. 
Pochowany został na cmentarzu Ewangelicko-Augsburskim w Warszawie (aleja D, grób 59).
Był dziadkiem prawnika – Kazimierza Rossmana.